# Палош Георгій Степанович
Георгій Степанович Палош (27 квітня 1926, село Ільниця, тепер Іршавського району Закарпатської області — 3 грудня 2012, місто Львів) — український радянський діяч, старший буровий майстер Львівської геологічної експедиції Моршинської геологорозвідувальної партії Львівської області. Герой Соціалістичної Праці (4.07.1966).

## Біографія
Народився в родині робітника.
З 1946 року працював робітником Львівської геологічної експедиції, був одним із першовідкривачів Львівсько-Волинського вугільного басейну, родовищ сірки і калійних солей в Прикарпатті.
З 1950-х років — старший буровий майстер Львівської геологічної експедиції Київського геологорозвідувального тресту Моршинської геологорозвідувальної партії Львівської області. У 1962 році бригада Палоша першою в СРСР засвоїла буріння направлених свердловин у соленосних відкладах Прикарпаття.

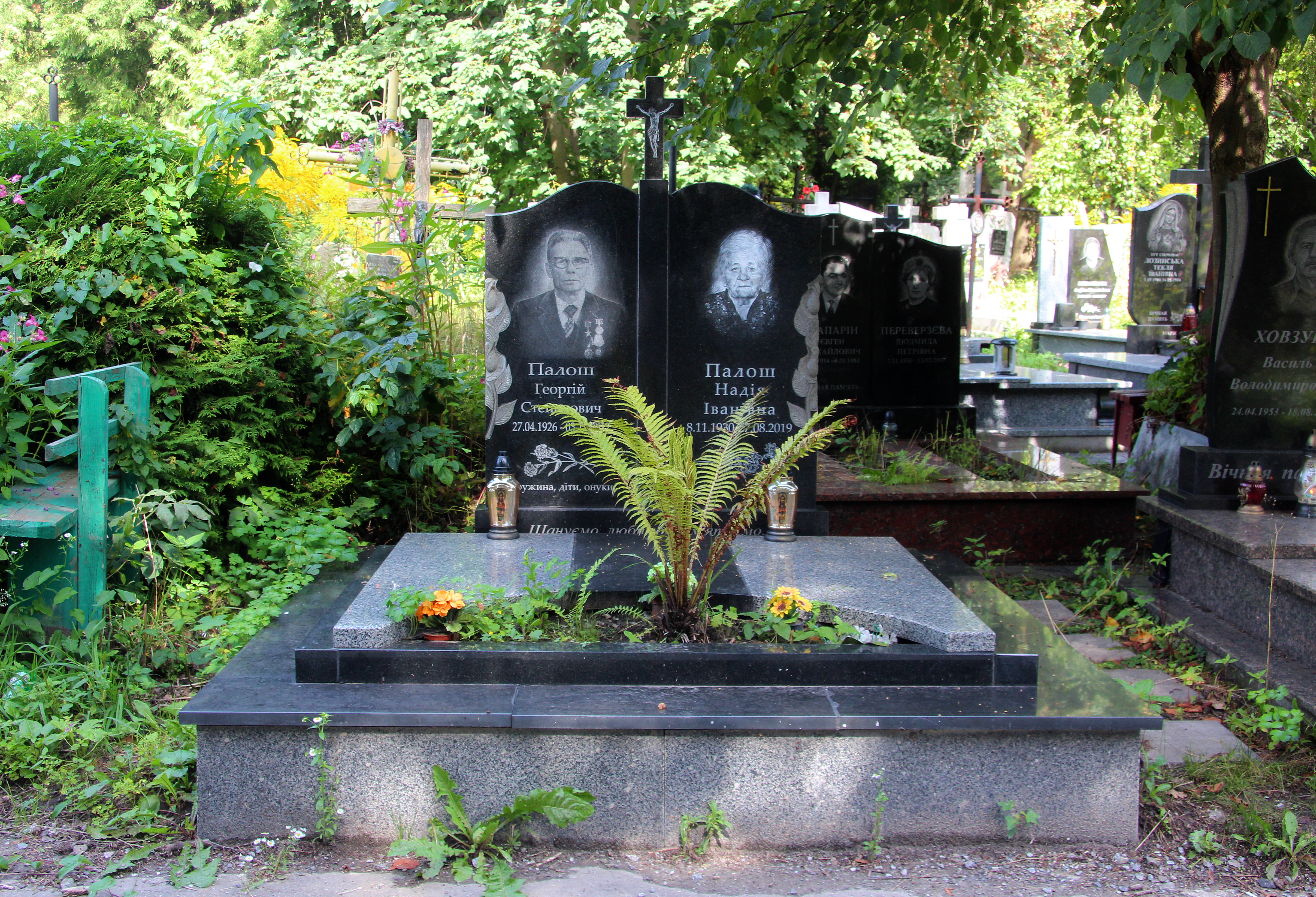

4 липня 1966 року отримав звання Героя Соціалістичної Праці з врученням ордена Леніна і золотої медалі «Серп і молот».
Потім — на пенсії в місті Львові.
Помер у Львові, похований на Сихівському цвинтарі.

## Нагороди
- Герой Соціалістичної Праці (4.07.1966)
- орден Леніна (4.07.1966)
- медалі